# Nowa Wioska, Lubusz
Nowa Wioska (română Satul Nou, germană Neudörfel, în Limba sorabă: Wjaska) este un sat în Polonia, situat în Voievodatul Lubusz, în județul Krosno, în orașul Gubin. În anii 1975-1998 localitatea a aparținut administrativ de regiunea Zielona Gora. Înainte de 1945, satul era parte din Germania.
Prima dată când apare în documentele vremii, în 1549, satul purta denumirea germană de Newdorffgyn. În anul 1947, satul a început să elaboreze un plan de dezvoltare și reglementare a terenurilor locale în vederea reconstrucției sistemului agricol. 20 de familii s-au stabilit aici în cele 19 gospodării existente plus un meșteșugar. În 1952, existau 21 de ferme.  Începând cu anul 2008, satul are o rețea de apă .